# Fortaleza de Chern
La fortaleza de Chern (en ucraniano: Черн) o fortaleza de Lenkivtsi (en ucraniano: Ленківецьке городище, en ruso: Ленковецкое городище) son las ruinas de una fortaleza y una ciudad Rus del principado de Galitzia.
La ciudad fue la predecesora de la moderna Chernivtsí, pero a diferencia de ésta, estaba ubicada en la margen izquierda del Prut.

## Etimología
El nombre del asentamiento, según los investigadores, proviene del hecho de que las empalizadas estaban hechas de un tronco oscuro, revestido con chernozem local. A lo lejos, el asentamiento parecía completamente negro. La denominación Chern es una propuesta del investigador Borís Timoshchuk, pues esta ciudad se menciona en la Lista de Ciudades del Rus, Lejanas y Cercanas como Chern na Prut, como una de las ciudades valacas.
Chernivtsí, que surgió tras la destrucción de la ciudad a principios del siglo XV en la orilla opuesta, podría ser por su nombre un etnónimo de Chern, el gentilicio de sus habitantes. Sin embargo, existen otras hipótesis sobre la localización de Chern, en particular, Fortaleza de Alchedar en Moldavia.

## Ubicación
Se halla en la confluencia entre el Prut y el Dniéster, en el límite de las estribaciones nororientales de los Cárpatos y la parte occidental de la tierra alta de Jotín. El asentamiento está ubicado en la parte noroeste de la moderna Chernivtsí, dentro del microdistrito de Lenkivtsi, no lejos de la autopista y el ferrocarril en dirección a Lviv.

## Historia

### Antecedentes históricos
En la primera mitad del siglo XII, en el Bajo Danubio comenzaron a reunirse fugitivos de diversas tierras rus o simplemente buscadores de aventuras. Muy a menudo, estas personas, unidas en grupos, cometían robos y atacaban ciudades rus. El centro de esta zona se halla el río Bârlad y la localidad homónima. Además, fue allí donde el príncipe Iván Rostislavovich de Zvenígorod se instaló después de un intento fallido de capturar Hálych en 1144. Ya en 1146 se le menciona como "Berladnyk".

### Fundación
En 1153 Yaroslav Osmomisl se convirtió en príncipe de Galicia. Al comprender todo el peligro que representaban las tierras de Bârlad e Iván Berladnyk, Osmomisl decidió reforzar las rutas de acceso a Hálych. Con este fin, sobre esa fecha se fundó el asentamiento de Chern en la frontera sur del principado de Galicia. 
Después de la derrota del ejército de 6.000 hombres liderado por Berladnyk en 1159, comenzó el período de subyugación de la región rebelde por el principado de Galicia. Chern continuó desarrollándose activamente como puesto de guardia de la ruta comercial Bârlad desde la capital del principado hasta Galați en el Danubio).
La fortaleza de Lenkivtsi estaba destinada a la vida de un número determinado de personas, principalmente guerreros que custodiaban las tierras del principado de Galicia en el Alto Prut. Fue construido según un plan previamente desarrollado como un único sistema de vivienda y fortificación, que también era típico de otras fortalezas del principado.

### Desarrollo
Protegida desde el norte por los pantanos de Bagna, la fortaleza constaba de tres zonas principales: el detinets (guerreros), la zona urbana (comercio) y la sloboda de los agricultores.
Las fortificaciones defensivas consistían en varios fosos llenos de agua, una empalizada de madera y una muralla de tierra de cinco metros de ancho. Durante el ataque enemigo, las empinadas laderas arcillosas eran regadas, haciendo casi imposible escalarlas bajo la lluvia de piedras.
En el centro del detinets había una casa grande con sótano, que probablemente perteneció al voivoda. En el área urbana vivían varios artesanos, que constituían la mayor parte de la población. Y la sloboda donde vivían principalmente agricultores, era propiedad de la familia Lenz, de donde, de hecho, proviene el nombre del asentamiento, Lenkivtsi. El asentamiento se menciona más tarde en los anales el 23 de febrero de 1488 con el nombre de "pueblo de Lentsevich". Un vólost se fue formando gradualmente alrededor del asentamiento.

### Destrucción
No se ha establecido el momento exacto en que Chern fue destruido. Según los investigadores, esto sucedió durante el período de lucha entre el reino de Polonia y el principado de Moldavia por la tierra de Șipeniț  (siglo XIV y principios del XV).
El centro del vólost se trasladó temporalmente a la fortaleza de Țețina. Los residentes de Chernivtsí y su vólost fundaron una nueva ciudad (Noviy Chern) en la orilla derecha, más segura, del Prut, Chernivtsí (hasta 1944, Chernovitsi).

## Estudio del yacimiento
El estudio del asentamiento se inició en el siglo XIX. Se llevaron a cabo excavaciones menores bajo la dirección del profesor de la Universidad de Chernivtsí, Raimund Kaindl. Atribuyó la construcción de la muralla al siglo XVII, citando el hecho de que el sistema de fortificación del asentamiento incluía bastiones de cinco puntas (los restos de uno de ellos han sobrevivido hasta el día de hoy). Se sabe que tales bastiones comenzaron a construirse no antes del siglo XVI. Sin embargo, excavaciones posteriores mostraron que la muralla de tierra del fuerte se completó recién en el siglo XVII. Los restos más antiguos de la muralla de tierra se remonta al antiguo Rus. Las excavaciones también mostraron que alrededor del yacimiento había otras edificaciones que, junto con la ciudad, formaban una gran asentamiento.

## Estado actual
En la antigüedad, la muralla que rodeaba el castro tenía la forma de un óvalo regular, que se extendía de sur a norte, y que rodeaba por todos lados una plataforma de 80 m de diámetro. La parte sur del terraplén fue demolida al construir la carretera en el siglo XIX. Hoy en día, los restos de Chern consisten en una enorme terraplén de tierra con forma de herradura cubierta de hierba. Bien organizado, el objeto recibió el estatus correspondiente y la protección del estado.